# Haplophyllum dauricum
Haplophyllum dauricum là một loài thực vật có hoa trong họ Cửu lý hương. Loài này được (L.) G. Don mô tả khoa học đầu tiên năm 1831.